# Auto Bleue
Auto Bleue er en delebilsservice i den franske by Nice. I alt 51 elektriske delebiler. Bilerne oplades ved 16 ladestationer, fordelt med 14 i Nice, 1 i Cagnes-sur-Mer og 1 i Saint-Laurent-du-Var.
Når systemet er fuldt udbygget er det meningen, at der skal være 210 biler, med 70 ladestationer, til rådighed. De samlede omkostninger for etablering af ladestationerne forventes at blive på 2,8 mio € og en årlig driftsomkostning på 1,4 mio €.[kilde mangler]

## Biler
Til at starte med, er der to biltyper til rådighed:
- En firepersoners personbil af typen Peugeot iOn (41 stk.)
- En varebil af typen Citroën Berlingo (10 stk.)

## Ladestationer
Der er for øjeblikket opsat 16 ladestationer, heraf 14 i selve Nice og 2 i de omliggende byer Cagnes-sur-Mer og Saint-Laurent-du-Var.
Over tid er det meningen at dette antal skal sættes op til først 43 stationer i slutningen af 2011 og senere 70 stationer i slutningen af 2012 fordelt over den samlede storkommune (Communauté urbaine Nice Côte d'Azur).
Hver station har 5 pladser til rådighed.

## Priser
Som udgangspunkt koster det 8 € per time. Men der er allerede nu flere forskellige ordninger, til reduktion af priser, såvel rabatter der afhænger af hvor længe man bruger bilen, til en abbonnementsordning.